# میسمور
میسمور (به انگلیسی: Maisemore) یک روستا و محله مدنی در بریتانیا است که در Tewkesbury Borough واقع شده‌است. میسمور ۴۵۸ نفر جمعیت دارد.